# GZA–651
A GZA–651 a Gorkiji Autóbuszgyár (GZA) GAZ–51 tehergépkocsi alvázán 1949-től 1973-ig – többféle típusjelzéssel is – gyártott autóbusza, melyet elsősorban vállalatok, kolhozok és egyéb szervezetek használtak szolgálati járműként, emellett azonban a tömegközlekedésben utasszállításra is alkalmazták. Az 1950-es évektől a Szovjetunió egyik legelterjedtebb kis méretű autóbusza volt.

## Története
A 19 személyes jármű fakeretes felépítményéhez a Gorkiji Autógyár (GAZ) készítette a GAZ–51 és GAZ–51A alvázakat (motorral és futóművel). A GZA-nál 1949-ben indult el a sorozatgyártása. Hamarosan kiderült azonban, hogy a gorkiji gyárnak nincs elég kapacitása a tehergépkocsikkal párhuzamosan az autóbuszok tömeges gyártására. Ezért 1952-ben a jármű gyártását áttelepítették  a Pavlovói Autóbuszgyárba (PAZ), ahol 1961-ig gyártották PAZ–651 típusjellel. Pavlovóban az első öt autóbusz 1952. augusztus 5-én gördült le a gyártósorról. A pavlovói gyártással párhuzamosan 1953-tól a Rigai Autóbuszgyárban (RAF) is beindult a sorozatgyártása RAF–651 jelzéssel, de ott csak két évig készült, 1955-ben beszüntették a gyártását. A GAZ 1955-ben állt át a GAZ–51 modernizált változatának, a GAZ–51A-nak a gyártására, ettől kezdve az autóbuszhoz is ennek az alvázát használták. 
A PAZ-nál 1956–1958 között kis szériában teljesen fémépítésű felépítménnyel is készült, ennek típusjelzése PAZ–651A volt. Pavlovóban speciális változatokat is gyártottak. Ilyen volt pl. a PAZ–657 kenyérszállító, a PAZ–659B mozgó járványügyi laboratórium, a PAZ–655 pénzszállító változat.
Az egyszerű, fából készült felépítmény miatt különösebb gyártási infrastruktúra nélkül, javítóműhelyekben is elő lehetett állítani. Emiatt az autóbuszt a GAZ–51 alvázra több szovjet járműjavító vállalat is gyártotta kis sorozatban. Ezek kialakításukban többnyire kissé eltértek az eredeti változatoktól.
A Pavlovói Autóbuszgyár 1956-ra saját típust fejlesztett ki, a korszerűbb kialakítású PAZ–652-t, melynek gyártására fokozatosan áttért. Ezért a PAZ–651-es sorozatgyártását áttelepítették  a Kurgani Autóbuszgyárba (KAvZ), míg a PAZ-nál 1961-ig már csak csökkentett szériában készült. A KAvZ-nál a típus sorozatgyártása 1958-ban kezdődött el KAvZ–651A jelzéssel, és 1973-ban fejeződött be. A KAvZ 1971-től gyártotta a módosított KAvZ–651B jelzésű változat, mely azonban kizárólag abban különbözött a KAvZ–651A-tól, hogy külön utastéri fűtőberendezést kapott.

## Műszaki jellemzői
A GZA–651 ún. csőrös kialakítású autóbusz, melyet a GAZ–51-es tehergépkocsi alvázára építettek. Erre a célra a GAZ–51 speciális, módosított alvázát, a GAZ–51I-t gyártották. Ennél a menettulajdonságok és a kényelem fokozása érdekében a hátsó futómű kiegészítő lengéscsillapítókat kapott, valamint megnövelték a létraalváz hossztartóit. Az alvázra a GAZ–51-nél is alkalmazott hathengeres, soros hengerelrendezésű benzinmotort szerelték. Üzemanyagtartálya 105 literes. A fékrendszere hidraulikus. Egyes speciális változatoknál a 4×4-es hajtásképletű GAZ–63-as alvázát használták.
A jármű felépítményét fa keretszerkezet alkotja, melyet acéllemezekkel borítottak. Az orr-rész lényegében megegyezik a GAZ–51-esével. Egyes változatoknál a vázat alkotó keretszerkezet is fémből készült. Ezeknél sajtolással készült profilozott  tartókat használtak, melyeket hegesztéssel egyesítettek. Az egy darab utasajtót a jobb oldalon helyezték el,  egy mechanizmus segítségével ez a vezetőülésből manuálisan is nyitható és zárható. A vezető munkahelye nem volt elválasztva az utastértől, de a bal oldalon a vezető saját ajtóval rendelkezett. Egyes speciális változatoknál a jármű hátulján egy harmadik ajtó is lehetett. Az utastér padlózata is fából készült. Erre erősítették két sorban a kétszemélyes üléseket, melyek 19 utasnak biztosítottak ülőhelyet. Az állóhelyekkel együtt a maximális utaslétszám 25 fő.
A korai sorozatoknál a járműbe nem építettek külön, független utastéri fűtőberendezést. Ez csak 1971-ben jelent meg a KAvZ–651B változatnál.

## Típusváltozatok

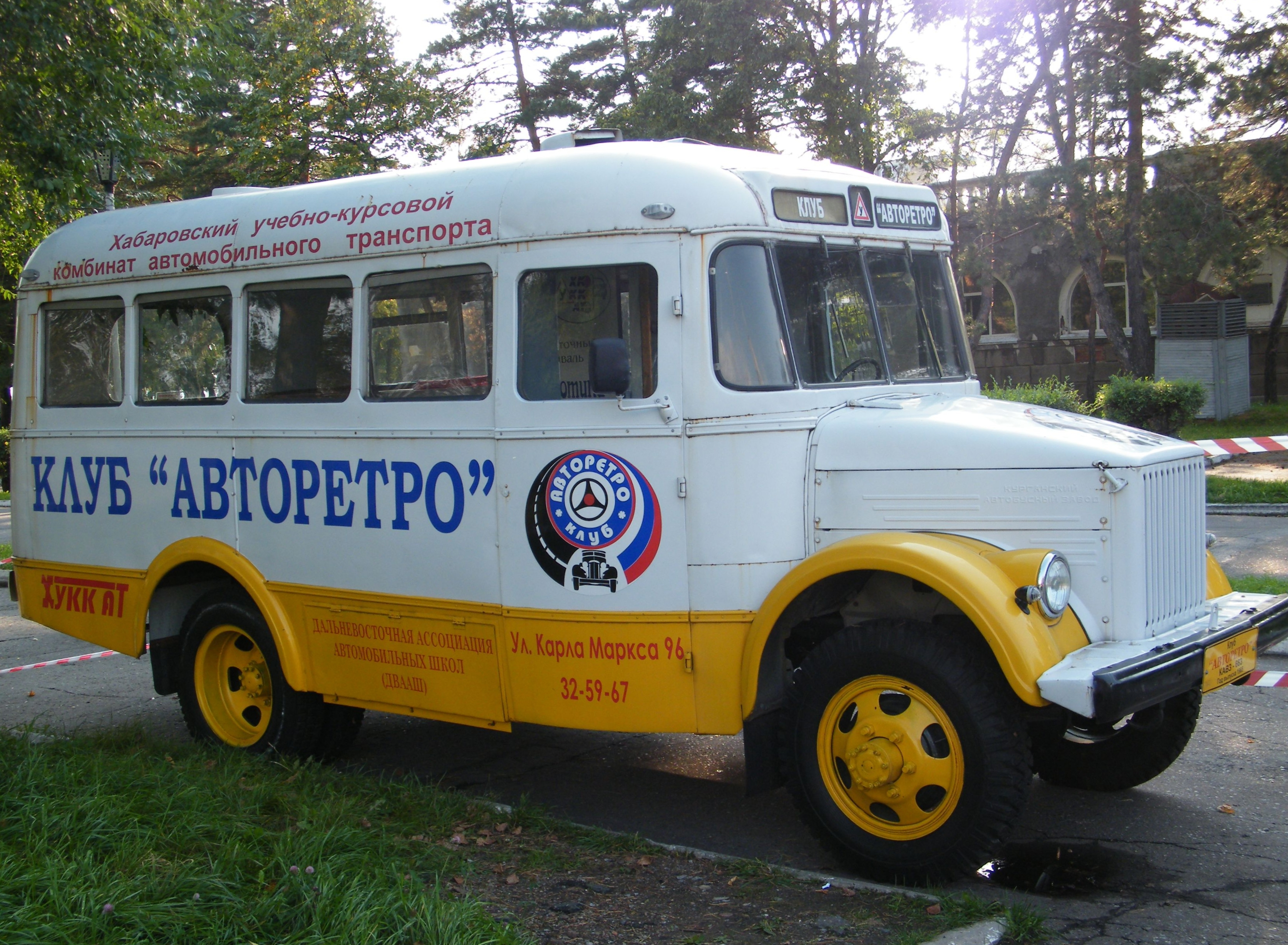
KAvZ–663 Moszkvában

- PAZ–651G – Vegyes, személy- és teherszállító változat. Az utastér szélén elhelyezett üléseket fel lehetett hajtani, így az teherszállításra is alkalmas volt. 15+1 főt szállíthatott. A felépítmény vegyes, fa- és fémépítésű.
- PAZ–653 – Mentő változat. Eredetileg a GZA gyártotta, majd 1953-tól a PAZ-nál készült. A személyzeten kívül négy hordágy, vagy 13 ülő beteg elhelyezésére és szállítására volt alkalmas. Rabszállítóként is alkalmazták, valamint létezett katonai mentőgépkocsi változata is, az ASZ–1. Utóbbi esetben az alváza nem a GAZ–51-é volt, hanem az ahhoz hasonló, de 4×4-es hajtásképletű, terepjáró változaté, a GAZ–63-é. Kezdetben a GAZ-nál, majd 1953-tól a PAZ-nál gyártották.
- PAZ–654 – A hadsereg számára a GAZ–63 alvázán készített parancsnoki jármű. Legfeljebb 10 példány készült ebből a változatból. A kabinban rögzített asztal, székek, rádióberendezés és tűzoltó rendszer, valamint fegyverszekrény kapott helyet.
- PAZ–657 – Kenyérszállító változat, melyet 1954–1958 között gyártottak a PAZ. Felépítménye fából készült.
- PAZ–658  – A PAZ–657 kenyérszállító változathoz készített egytengelyes utánfutó. Felépítménye konstrukciós szempontból megegyezett a PAZ–657-ével.
- PAZ–659 – Mozgó bolt változat, melyet az összkerék-meghajtású GAZ–63E tehergépkocsi alvázára építettek, de a kerekek a GAZ–51-től származtak. A felépítménye fakeretes, melyet vékony acéllemezekkel burkoltak. Az 1950-es évek második felében a felépítmény már teljesen fémépítésű volt. Az autóbusz jobb oldalán egy felnyitható ajtót alakítottak ki, e mögött volt a pult. Ezt a változatot 1961-ig gyártották a PAz-nál, majd 1961-ben a gyártás áttelepítették a KAvZ-hoz, ahol az 1968-ig folyt.
- PAZ–661 – Ruhaszállító változat. Kialakításában hasonló volt a PAZ–657 kenyérszállítóhoz. Csak a kabin belső kialakításában különbözött, melyben a ruhák felfüggesztésére szolgáló vascsöveket építettek be. 1954–1956 között mindössze 156 darabot gyártottak belőle.
- PAZ–663 – Mozgó geofizikai laboratórium, melyet a GAZ–63 alvázra építettek. A növelt terepjáró képességű járművet a Mityiscsi Műszergyárban alakították ki. Később a KAvZ gyártotta hasonló típusjellel és hasonló feladatkörre.
- KAvZ–651G – Habár a típus sorozatjelzése megegyezik a PAZ–651G-vel, a  KAvZ esetében a G változat oktató autóbuszt jelent, melyet az oktató számára a jobb oldalon külön üléssel és megkettőzött kezelőszervekkel láttak el.
- KAvZ–651ZS – sűrített gázzal üzemelő változat, melyet gázüzemű motorral és egy 110 literes gáztartállyal szereltek fel. A gázüzemű motor 62 LE-t adott le.
- KAvZ–663 – A GAZ–63 alvázára épített 4×4-es hajtásképletű (összkerék-meghajtású) változat, melyet nehéz terepviszonyok mellett, elsősorban a hadseregben és az olajiparban alkalmaztak. 1966–1977 között gyártották. Habár a GAZ–63 alvázára épült, kezdetben a GAZ–51 kerekeit szerelték rá, később már a GAZ–63 kerekeivel gyártották.

## Műszaki adatok (KAvZ–651A)

### Geometriai méretek és tömeg-adatok
- Hossz: 6170 mm
- Szélesség: 2380 mm
- Magasság: 2750 mm
- Hasmagasság: 245 mm
- Tengelytáv: 3300 mm
- Üers tömeg: 3350 kg

### Motor
- Motor típusa: GAZ–51 hathengeres, soros hengerelrendezésű benzinmotor
- Motor hengerűrtartalma: 3480 cm³
- Kompresszióviszony: 6,2
- Maximális teljesítmény: 59 kW (80 LE), 3600 1/perc fordulatszámnál

### Erőátvitel és futómű
- Váltómű: négyfokozatú, mechanikus
- Mellső felfüggesztés: két félelliptikus laprugó, olajtöltésű teleszkópos lengéscsillapítóval
- Hátsó felfüggesztés: két félelliptikus laprugó, olajtöltésű, kétoldali működésű teleszkópos lengéscsillapítóval kiegészítve
- Kormánymű: globoidcsigás
- Fékrendszer: elöl-hátul hidraulikus működtetésű dobfékek

### Menetteljesítmény
- Legnagyobb sebesség: 70 km/h
- Üzemanyag-fogyasztás: 28 liter/100 km (60 km/h-s sebességnél)
- Fordulókör sugara: 8,1 m

## Külső hivatkozások
- A Kurgani Autóbuszgyár (KAvZ) a GAZ Csoport honlapján
- A KAvZ–651 műszaki adatai (oroszul)
- A GZA–651, PAZ–651 és KAvZ–651 autóbuszok a Harkiv közlekedése portálon (oroszul)